# Антофора коренаста
Антофора коренаста (Anthophora robusta) — вид комах з родини Apidae. Один із 32 видів голарктичного підроду Lophanthophora всесвітньо поширеного роду Anthophora (понад 400 видів), один із 27 видів роду у фауні України. Один із запилювачів Salvia officinalis L. і Salvia sclarea L., що культивуються в Криму.

## Морфологічні ознаки
Довжина тіла 17–20 мм. Голова, груди, 1 та 2 тергуми у самців та 1 тергум самиць вкриті досить довгими світло-коричневими волосками. Решта тергумів слабо опушені, чорні. На вершині 2 та 3 тергумів самиць і 3 тергуму самців знаходяться перев'язи з білих волосків. Голова самиць повністю чорна, у самців є жовтий малюнок на мандибулах, верхній губі, наличнику та бокових частинах обличчя. На члениках середніх лапок самців відсутні пучки з довгих чорних волосків, перший членик задньої лапки дещо розширений на вершині та з невеликим зубцем.

## Поширення
Середземноморсько-середньоазійський вид. Ареал включає Південну та Середню Європу, Північну Африку, Середню Азію. 
В Україні відомий із Криму та Херсонської області. Рідкісний вид.

## Особливості біології
Генерація однорічна. Дорослі особини зустрічаються з кінця травня до кінця липня. Антофіл. Віддає перевагу квіткам шавлій Salvia scabiosifolia Lam., Salvia nutans L., Salvia austriaca Jacq., Salvia aethiopis L. Гніздування не відоме. Інші представники підроду Lophanthophora будують підземні гнізда із сильно нахиленими або майже вертикально орієнтованими комірками, які розташовуються наприкінці основного ходу гнізда. У комірки самиці запасають рідкий корм із суміші пилку та нектару, на якому зверху плаває яйце. Стінки комірки та її кришка зсередини вкриті віскоподібним секреторним матеріалом.

## Загрози та охорона
Зменшення чисельності відбувається внаслідок скорочень площ цілинних степових ділянок, ксерофітних рідколісь та степових схилів гір через оранку та лісомеліораційні заходи, застосування пестицидів при боротьбі зі шкідниками.
Охороняється в БЗ «Асканія-Нова» та Кримському ПЗ. Необхідно створити заказники в інших місцях мешкання виду.